# 中保镇
中保镇，是中华人民共和国四川省眉山市洪雅县下辖的一个乡镇级行政单位。

## 行政区划
中保镇下辖以下地区：
桐升社区、平乐村、义公村、茨秋村、踏水村、联丰村、合江村、史华村和宋安村。